# 6. век
6. век је почео 1. јануара 501. и завршио се 31. децембра 600.

## Српски културни простори

### Друштво и политика
Почетком VI века на Балкан се досељавају јужни Словени

### Личности
Види такође: космолошка доба, геолошки еони, геолошке ере, геолошка доба, геолошке епохе, развој човека, миленији, векови године, дани